# Teodolit

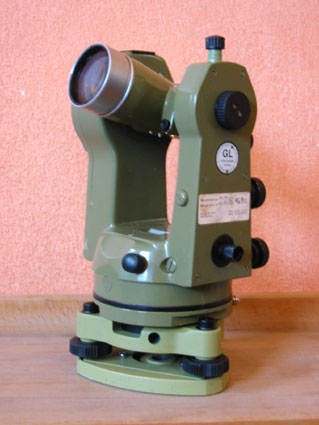
Rysk optisk teodolit från 1958.

Teodolit är ett äldre  mätinstrument för att mäta vinklar, använt inom geodetisk mätning.

## Beskrivning
Instrumentet består av en kikare med hårkors på två axlar, vilket gör den roterbar både horisontellt och vertikalt (altazimutal montering). Varje axel är graderad i grader (bågminuter, bågsekunder), gon, eller för militära instrument streck. En teodolit har alltid en avläsningsnoggrannhet av delar av grader, minuter, eller t.o.m. sekunder, oftast genom någon sorts avläsningsmikroskop. Enklare instrument med utanpåliggande skalor och lägre avläsningsnoggrannhet kallas transit.
Numera har teodoliten inom lantmäteriet, med några få undantag, ersatts av totalstationen.

## Artilleriet
Ännu strax innan och under andra världskriget byggdes ofta flera teodolitstationer i anslutning till fasta artilleribatterier, bland annat inom kustartilleriet. Stationerna placerades ofta i bemannade fyrar och hus i närheten av batteriet, och hade kontakt via tråd med batteriets eldledning där ett mekaniskt instrument skötte beräkningarna. Stationerna kunde även byggas i form av torn, något som förekommer bland annat på Aspö i Blekinge skärgård. Metoden kallades vågbas och fanns i "kort" och "lång" version beroende på baslinjen, dvs avståndet mellan de två mätande teodoliterna.
Teodolitstationerna fungerade som komplement till batteriets lodbasinstrument eller senare inbasinstrument som var det primära verktyget för att mäta in mål inför eldgivning. När radar infördes användes de optiska instrumenten ännu en tid som reservmätmetod, för att efter hand ersättas av laseravståndsmätare under slutet av 1960-talet.

## Bilder

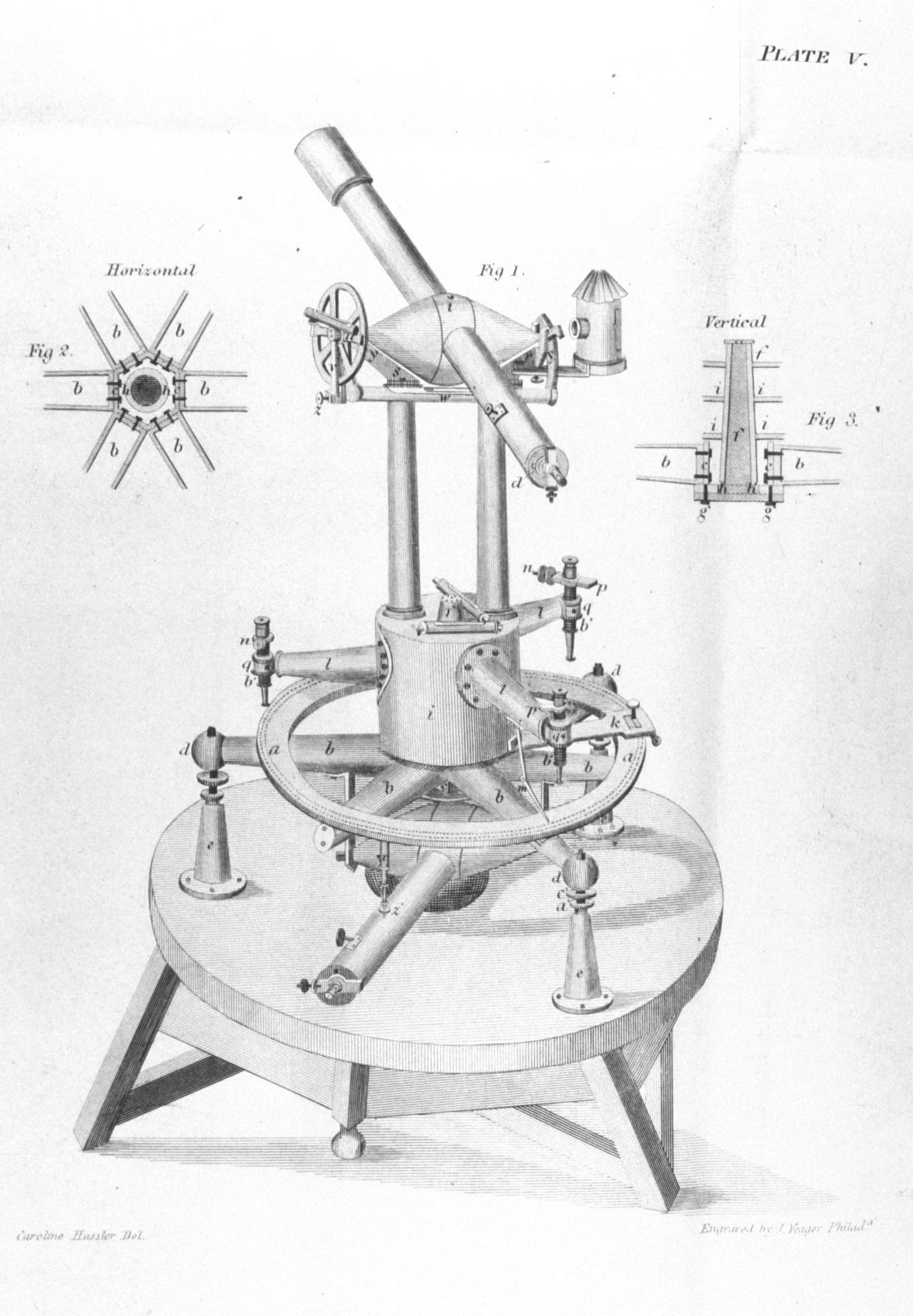
Historisk teodolit
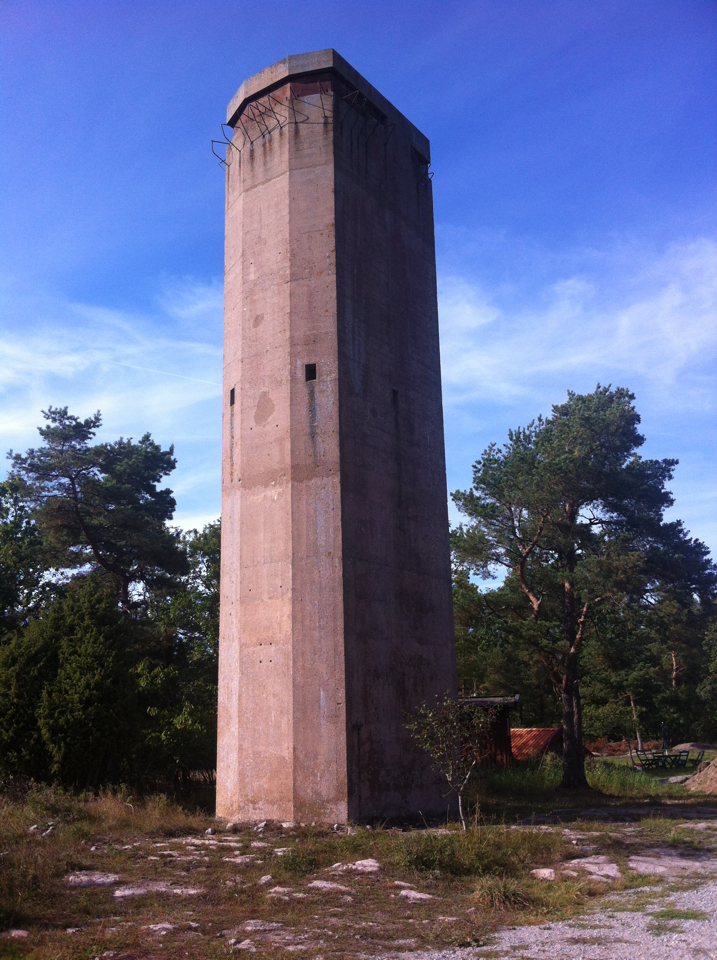
Teodolittorn på Aspö